# DF-4
Il Dong Feng 4 (in cinese 东风4) o DF-4 (CSS-3 nella denominazione NATO) è un missile ICBM cinese a due stadi e a propellente liquido, del quale un numero limitato di esemplari è stato schierato in silos sotterranei tra gli anni '70 e i primi anni '80. È stato il primo ICBM cinese, con un raggio stimato di 7000 km. La produzione di questo missile è stata piccola, e forse non ne sono stati costruiti più di 50. Presumibilmente trasportano una testata termonucleare da 2Mt.

## Sviluppo

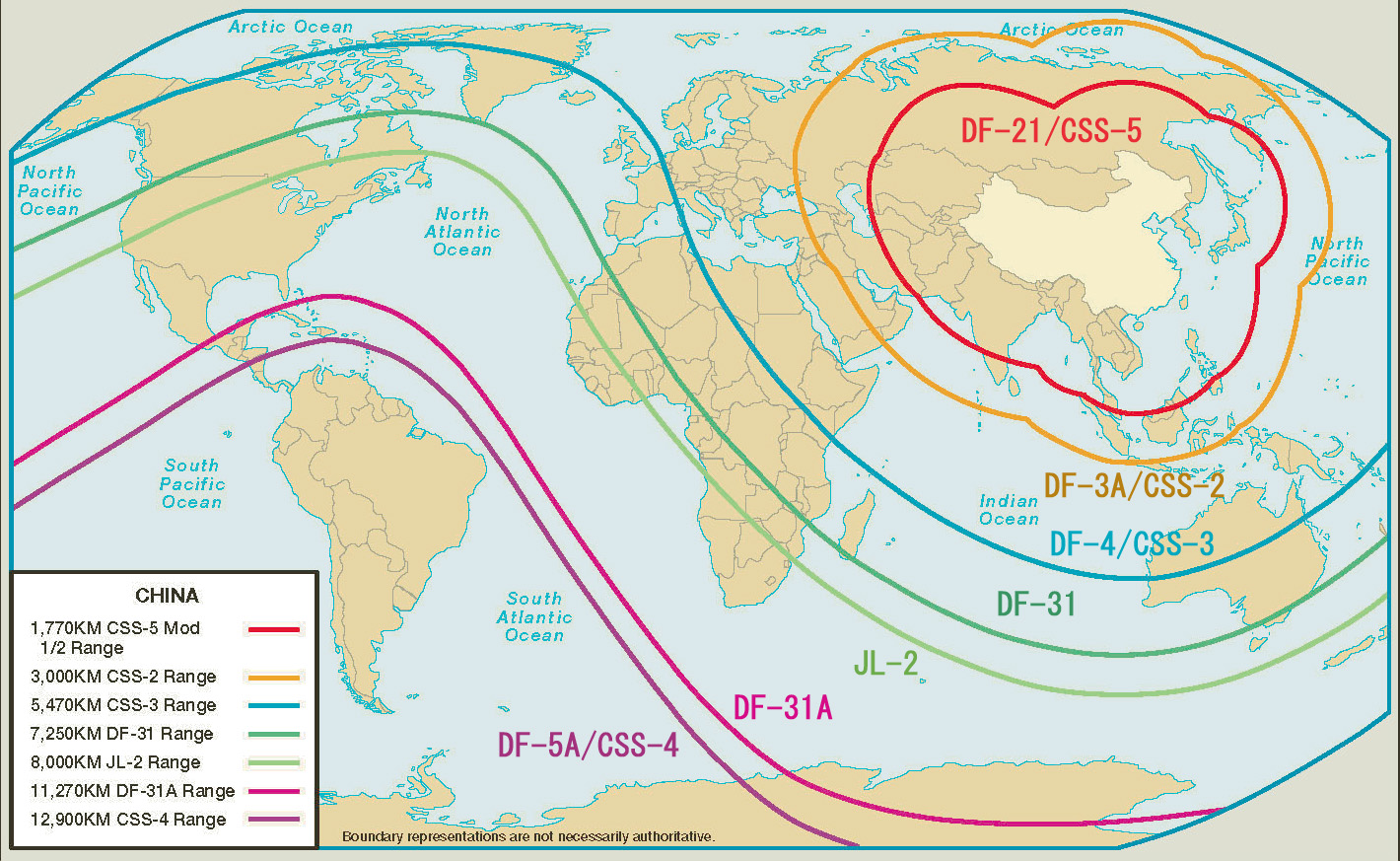
Raggio di azione del CSS-3 paragonato a quelli di altri missili balistici.

Lo sviluppo del DF-4 è cominciato nel 1967 e si è svolto in parallelo con il progetto del DF-3. Con esso condivide i 4 motori a razzo YF-2A presenti nel primo stadio, ai quali sono stati però aggiunti altri quattro propulsori YF-3 per la seconda fase che ne estendono la gittata di 4000 km. A causa di diverse difficoltà tecniche, il primo test del missile si svolse nel 1969. Tale prova, a causa di un guasto al sistema di controllo principale si rivelò un fallimento, ma dopo alcune migliorie, si riuscì ad avere un test riuscito nel 1970. Ciò permise la messa in linea dell'ICBM negli anni compresi tra il 1975 e il 1976. Il progetto originale venne poi aggiornato nel 1976 con alcune migliorie. Nel 1980 la produzione venne interrotta.
Il missile richiede circa due ore per essere rifornito e, in base alle ultime posizioni note, può essere lanciato solo dopo essere stato posizionato al di fuori dei bunker missilistici in cui è assegnato oggi.

## Impiego
Dal DF-4, nel 1970, è stato sviluppato il Changzheng 1, il vettore che ha portato in orbita il primo satellite cinese.
Il missile, secondo un rapporto del Pentagono presentato nel 2008, sarebbe mantenuto in alcuni bunker missilistici nel numero di 20 unità, le quali erano precedentemente locate all'interno di alcuni silos di lancio. Essi sono concentrati nella Cina occidentale, forse puntati verso la Russia e l'Europa centrale. Il CSS-3 infatti, non essendo stato progettato per colpire basi militari sotterranee, sarebbe in grado di distruggere grandi centri abitati come Mosca, la quale rientra nel suo raggio d'azione.